# Oldenlandia uniflora
Oldenlandia uniflora är en måreväxtart som beskrevs av Carl von Linné. Oldenlandia uniflora ingår i släktet Oldenlandia och familjen måreväxter. Inga underarter finns listade i Catalogue of Life.